# ビッグ・マンモス
ビッグ・マンモスは、フジテレビの子供向け番組『ママとあそぼう!ピンポンパン』で活躍した少年合唱団。1975年に結成し、1982年の番組終了まで活動した。当時のメンバーの大半は劇団いろは、劇団ひまわりに所属していた。
結成当初からメンバーの入れ替えを随時行いながら、15人前後で活動。少年合唱団であったがアイドルのように歌って踊れるグループで、個性・ルックスの良さも兼ね備えていたため、当時の10代の少女たちを中心に大変な人気を集めていた。

## 歴代メンバー
※加入順→背番号順で列挙。
| 加入時期            | 背番号 | 名前       | よみ                  | ニックネーム       | 生年月日       | 血液型 | 卒業(脱退)時期 | 所属事務所   | 備考 |
| ------------------- | ------ | ---------- | --------------------- | ------------------ | -------------- | ------ | -------------- | ------------ | --- |
| 1975年9月（第1期）  |        | 売豆紀一   | みずき はじめ         | ミルキー           |                |        | 1975年10月?    | 劇団日本児童 | レコードデビュー前に脱退。 |
| 1975年9月（第1期）  | 10     | 森井信好   | もりい のぶよし       | ノンノン           | 1965年3月25日  |        | 1978年3月      | 劇団いろは   | 初代リーダー（卒業まで兼安とダブル就任） |
| 1975年9月（第1期）  | 11     | 秋葉       | あきば                | アッキー           |                |        | 1976年3月      | 劇団若草     | 下の名前は不明。 |
| 1975年9月（第1期）  | 18     | 世利一弘   | せり かずひろ         | パセリ             | 1967年8月22日  | B      | 1981年3月      | 劇団ひまわり | |
| 1975年9月（第1期）  | 20     | 兼安博文   | かねやす ひろふみ     | カネゴン           | 1964年10月24日 | A      | 1980年3月      | 劇団いろは   | 初代リーダー（1978年4月より単独） |
| 1975年9月（第1期）  | 21     | 西野正一   | にしの しょういち     | ショーチャン       | 1965年9月6日   | A      | 1980年3月      |              | |
| 1975年9月（第1期）  | 22     | 大沢総一郎 | おおさわ そういちろう | オートン           | 1967年9月3日   | O      | 1981年3月      | 劇団いろは   | 二代目リーダー（1980年4月～） |
| 1975年9月（第1期）  | 30     | 前田裕介   | まえだ ゆうすけ       | マメダ、ユースケ   | 1966年7月10日  | O      | 1980年3月      | 劇団日本児童 | |
| 1975年9月（第1期）  | 35     | 芹沢康久   | せりざわ やすひさ     | プリンスハゲ       | 1965年6月1日   | O      | 1978年3月      | 劇団いろは   | 『3年B組金八先生』（TBSテレビ）に梅原明役として出演。 |
| 1975年9月（第1期）  | 47     | 新敷浄     | しんしき きよし       | ヘンシン           | 1966年6月1日   | O      | 1980年3月      | 劇団日本児童 | 2021年に死去(Youtubeで世利一弘が自身の投稿動画でコメントしている)。 |
| 1975年9月（第1期）  | 56     | 古川武生   | ふるかわ たけお       | イカちゃん         | 1965年4月2日   |        | 1978年3月      | 劇団いろは   | |
| 1975年9月（第1期）  | 66     | 野田利明   | のだ としあき         | ノーマン           |                |        | 1976年3月      | 劇団日本児童 | |
| 1975年9月（第1期）  | 72     | 長谷川淳史 | はせがわ あつし       | アッチャン         | 1967年1月31日  | B      | 1980年3月      | 劇団日本児童 | 姉は『3年B組金八先生』（TBSテレビ）に瀬戸克江役として出演していた長谷川純代。 |
| 1976年3月（第2期）  | 11     | 酒井晃     | さかい あきら         | ヒラメ             | 1966年11月26日 | A      | 1980年3月      | 東京音楽学院 | |
| 1976年3月（第2期）  | 15     | 前田陽介   | まえだ ようすけ       | デブリンマン       | 1968年9月16日  | O      | 1981年3月      | 劇団日本児童 | 1期メンバー・前田裕介の弟。 |
| 1976年3月（第2期）  | 27     | 山崎圭一   | やまざき けいいち     | ヤセヤマ           | 1967年7月27日  | AB     | 1981年3月      | FMG          | 1981年8月3日、神奈川県で海水遭難事故のため死去。享年14。 武田久美子はアイドルとしてデビューする前の堀越学園中等部時代に、山崎圭一と交際していたことを、2005年の著書「くみこの掟」と2016年5月放送のTBSテレビ「7時にあいましょう」にて語っている。 |
| 1976年3月（第2期）  | 88     | 東原稔     | ひがしはら みのる     | トンバラ           | 1965年8月18日  | O      | 1980年3月      | FMG          | |
| 1976年3月（第2期）  | 90     | 岩田浩一   | いわた こういち       | コーチャン         | 1966年3月19日  | A      | 1980年3月      | FMG          | |
| 1977年10月（第3期） | 12     | 田村勲     | たむら いさお         | コフ、ツリマユゲ   | 1968年3月15日  | A      | 1981年3月      | 東京音楽学院 | |
| 1977年10月（第3期） | 19     | 高橋秀典   | たかはし ひでのり     | タコ、テンタコルズ | 1968年6月26日  | AB     | 1981年3月      | 劇団日本児童 | |
| 1977年10月（第3期） | 28     | 山崎公彦   | やまざき きみひこ     | チビヤマ           | 1969年2月19日  | AB     | 1981年3月      | FMG          | 2期メンバー・山崎圭一の弟。 |
| 1978年10月（第4期） | 16     | 伊藤光     | いとう ひかる         | ピカ               | 1970年1月27日  | AB     | 解散時メンバー | 劇団ひまわり | 三代目リーダー（1981年4月～） |
| 1978年10月（第4期） | 33     | 玉川康司   | たまがわ こうじ       | タマチャン         | 1970年1月19日  | A      | 解散時メンバー | 劇団日本児童 | |
| 1978年10月（第4期） | 45     | 小倉一夫   | おぐら かずお         | モグ               | 1970年3月5日   | A      | 解散時メンバー | 東京音楽学院 | |
| 1978年10月（第4期） | 73     | 酒井新一郎 | さかい しんいちろう   | チビシン           | 1969年10月21日 | B      | 解散時メンバー | ボンド       | |
| 1980年8月（第5期）  | 23     | 中垣一巳   | なかがき かずみ       | カンミカン         | 1971年6月21日  |        | 解散時メンバー |              | |
| 1980年8月（第5期）  | 55     | 石井隆一   | いしい りゅういち     | ハンバーグ         |                |        | 1981年5月      |              | |
| 1980年8月（第5期）  | 64     | 菊池晋     | きくち すすむ         | スーチャン         |                |        | 1981年5月      |              | |
| 1980年11月（第6期） | 10     | 倉形敏正   | くらがた としまさ     |                    |                |        | 1981年5月      |              | |
| 1980年11月（第6期） | 11     | 山元泰三   | やまもと たいぞう     | ゲンゴロウ         | 1973年9月30日  |        | 解散時メンバー |              | |
| 1980年11月（第6期） | 17     | 藤田裕二   | ふじた ゆうじ         |                    |                |        | 1981年5月      |              | |
| 1980年11月（第6期） | 29     | 飯田吉信   | いいだ よしのぶ       | ピッケル           | 1972年3月26日  |        | 解散時メンバー |              | |
| 1980年11月（第6期） | 30     | 佐藤美樹晴 | さとう みきはる       |                    |                |        | 1981年5月      |              | |
| 1981年5月（第7期）  | 15     | 柳英徳     | やなぎ ひでのり       | ボケヤナギ         | 1972年5月15日  |        | 解散時メンバー | 東京音楽学院 | |
| 1981年5月（第7期）  | 25     | 金子真也   | かねこ しんや         | キンコ、ネコ       | 1971年5月25日  |        | 1981年12月     | 劇団ひまわり | |
| 1981年5月（第7期）  | 62     | 渡辺弘樹   | わたなべ ひろき       | ガッチャマン       | 1971年11月6日  |        | 解散時メンバー |              | |
| 1981年5月（第7期）  | 69     | 六浦誠     | むつうら まこと       | ロク               | 1971年9月14日  |        | 解散時メンバー | 劇団日本児童 | 解散後は俳優として芸能活動を継続したが、現在は引退。 |
| 1981年5月（第7期）  | 75     | 野口将     | のぐち まさる         | ウマヅラ           | 1971年7月3日   |        | 解散時メンバー | 劇団日本児童 | |
| 1981年5月（第7期）  | 88     | 富樫寛     | とがし ひろし         | トカゲ             | 1972年3月7日   |        | 1981年12月     | 劇団日本児童 | NHK大河ドラマ『春の波涛』などに出演。 |
| 1981年5月（第7期）  | 90     | 岩崎基亘   | いわさき もとのぶ     | 頭デッカチ         | 1971年7月29日  |        | 1981年12月     |              | |
| 1981年5月（第7期）  | 99     | 山本日出一 | やまもと ひでかず     | 太平洋             | 1972年3月28日  |        | 1981年12月     |              | 『3年B組金八先生スペシャル』（1986年・TBSテレビ）に生徒役として出演。 |

## ディスコグラフィー

### シングル
いずれも日本コロムビア盤、キャニオン・レコード盤の2種類のジャケットが存在する。
- そばかすつけた女の子 / パジャママンのうた(1975/12) - メインは酒井ゆきえ。
- あたふたバンバン / 風がふけば風がふく(1976/6) - 両面ともコーラス参加。
- あの子の心はぼくのもの / ボクとどらねこ(1976/8) - キャニオン盤は収録面が逆になっている。
- 火の玉ロック / あつまりましたよっ！ピンポンパン～シャンプーマン(1976/12) - B面は酒井ゆきえ。
- レッツゴーともだち / イヤイヤマン(1977/4) - B面は酒井ゆきえ。
- イヤイヤマン～こぐまのテディ / 火の玉ロック～あの子の心はボクのもの(1977/4) - コロムビア盤のみ。
- イヤイヤマン～ボクとどらねこ / こぐまのテディ～火の玉ロック(1977/6) - キャニオン盤のみ。
- いなずまロック / ぼくらは未来のベーブ・ルース(1977/7)
- おはようさんさんピンポンパン / ピッピ・ビューティ(1977/9) - B面は酒井ゆきえ。
- あの字 / やっぱり僕は僕なんだ(1978/1) - A面は酒井ゆきえ。
- 星物語 / ゆくぞ！ビッグ・マンモス(1978/4)
- おはようさんさんピンポンパン～ピッピ・ビューティ / あの字～やっぱり僕は僕なんだ(1978/4) ※コロムビアの再録版。
- ドリーム・ボーイ / 青空特急(1979/9~10) - キャニオン盤は収録面が逆になっている。
- 社長さんスッテンコ / 熱く！バビューン！(1980/5)
- 君にタッチダウン / サンボのジャングル大通り(1980/7)
- コマーシャル体操 / スープはいかが(1980/12) - B面のメインは大野かおり。
- ストップ・ゲーム / ザ・しりとり(1981/4) - メインは井上佳子。
- ロボラボ☆ピンポンパン / ピンポンパンディスコNo.2(1981/11) - メインは井上佳子。

### CD
- ママとあそぼう！ピンポンパン　ビッグ・マンモス SONG COLLECTION(2019/6)[3]

## 出演番組
レギュラー出演の『ピンポンパン』は除く。
- わんぱくチビッコ大集合!（フジテレビ） - 1976年から1978年までの大晦日に放送。『ピンポンパン』レギュラーとして出演し、同じフジの子供番組『ひらけ!ポンキッキ』出演者と共演。
- オールスター春秋の祭典スペシャル（フジテレビ） - 1978年4月3日放送の『春の祭典』に、『ピンポンパン』レギュラーとして出演し、『ポンキッキ』出演者と共演、番組では「火の玉ロック」を歌唱した。